# Коровкино (Калузька область)
Коровкино (рос. Коровкино) — присілок в Мосальському районі Калузької області Російської Федерації.
Населення становить 24 особи. Входить до складу муніципального утворення Присілок Довге.

## Історія
Від 2004 року входить до складу муніципального утворення Присілок Довге.

## Населення
| 2002 | 2010 |
| ---- | ---- |
| 31   | ↘24  |